# Nicolia aegyptiaca
Aachenosaurus là một chi thực vật tiền sử bị nghi ngờ. Nó được đặt tên dựa trên những mãnh hóa thạch ban đầu được cho là xương hàm của một khủng long mỏ vịt nào đó (một hadrosauria). Thực ra, hóa thạch đó là gỗ hóa đá. Tên Aachenosaurus có nghĩa là "thằn lằn Aachen".